# (5204) Herakleitos
(5204) Herakleitos (1988 CN2) – planetoida z pasa głównego asteroid okrążająca Słońce w ciągu 5,58 lat w średniej odległości 3,14 j.a. Odkryta 11 lutego 1988 roku.